# Jacint Verdaguer
Jacint Verdaguer i Santaló (Folgueroles, 17 maggio 1845 – Vallvidrera, 10 giugno 1902) è stato un poeta spagnolo, uno dei maggiori poeti di lingua catalana.
Noto anche come Mossèn Cinto Verdaguer (padre Cinto Verdaguer).

## Biografia

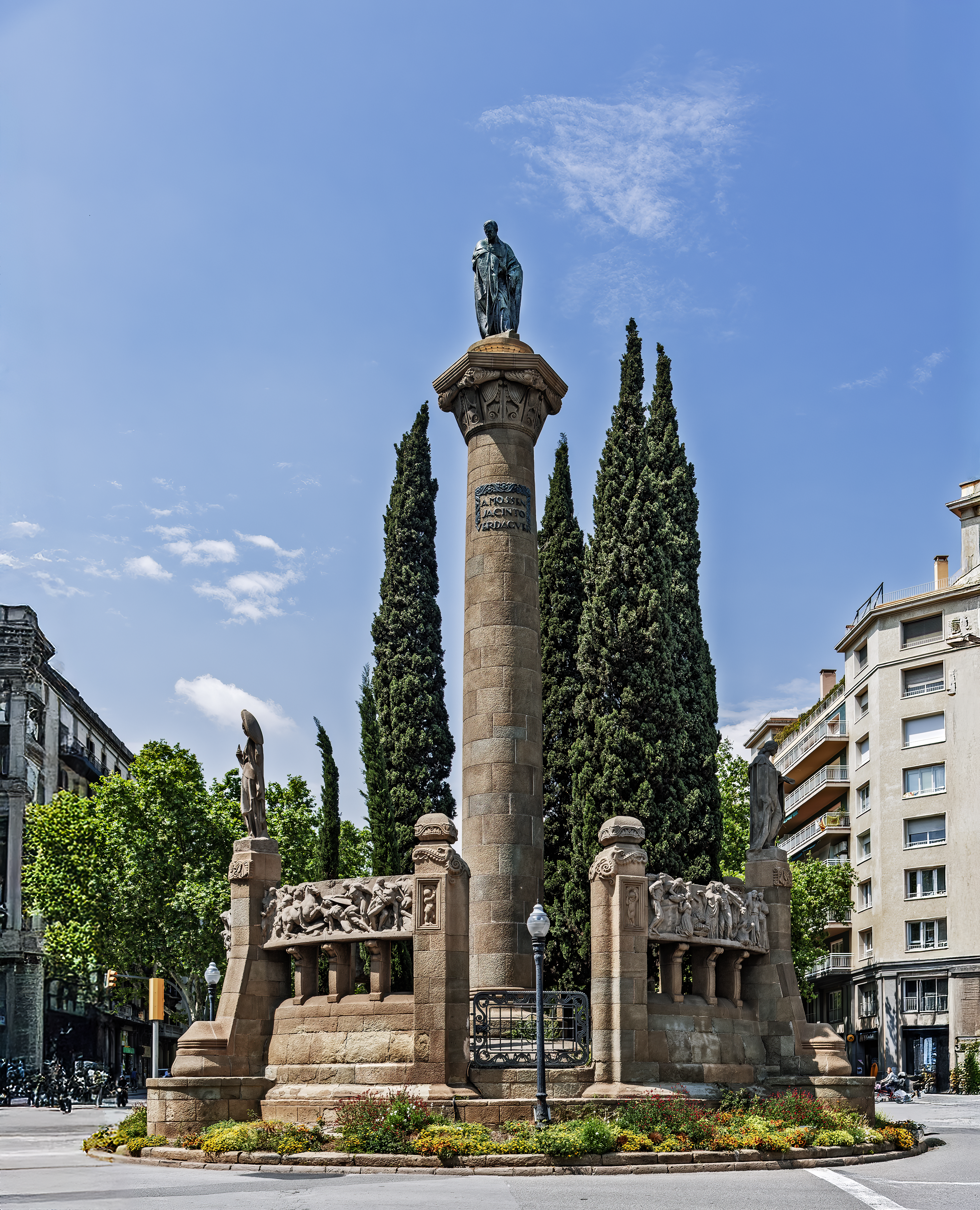
Monumento a Jacint Verdaguer a Barcellona.

Il 24 settembre 1870 fu ordinato sacerdote.
Nel 1873 pubblicò Passió de Nostre Senyor Jesucrist (Passione di nostro Signore Gesù Cristo).
Dopo un soggiorno a L'Avana nel 1876 scrisse il poema L'Atlàntida.
Nel 1878 a Roma fu ricevuto da papa Leone XIII.
Nel 1880 pubblicò il suo libro Montserrat.
Nel 1883 pubblicò Oda a Barcelona.
Dopo aver pubblicato il poema Canigó, nel 1893 pubblicò la trilogia Jesús Infant a cui seguirono nel 1894 i libri Roser de tot l'any e Veus del bon pastor.
Verdaguer trascorse gli ultimi giorni della sua vita nella Villa Joana, a Barcellona, oggi casa museo dedicata alla memoria del poeta catalano.